# Mimovalgus rufus
Mimovalgus rufus är en skalbaggsart som beskrevs av Gilbert John Arrow 1944. Mimovalgus rufus ingår i släktet Mimovalgus och familjen Cetoniidae. Inga underarter finns listade i Catalogue of Life.